# إل. ألان وينتيرز
إل. ألان وينتيرز (بالإنجليزية: L. Alan Winters)‏ هو اقتصادي وأستاذ جامعي بريطاني، ولد في 8 أبريل 1950.